# Roberto Boninsegna
Roberto Boninsegna (ur. 13 listopada 1943 w Mantui) – włoski piłkarz, który występował na napastnika. Srebrny medalista Mistrzostw Świata 1970. Długoletni zawodnik Interu Mediolan.
W niższych klasach rozgrywkowych grał w Prato i A.S.C. Potenza. W Serie A debiutował w sezonie 1965/1966 w barwach Varese. W latach 1966–1969 był piłkarzem Cagliari Calcio, w 1969 odszedł do Interu. Piłkarzem Nerazzurrich był do 1976 (scudetto w 1971). Kolejne trzy sezony spędził w Juventusie, karierę kończył w Hellas Werona (1980). Z Juve był mistrzem kraju w 1977 i 1978, w 1977 znalazł się w gronie zdobywców Pucharu UEFA. W Serie A strzelił 163 goli w 366 meczach. Dwukrotnie był królem strzelców rozgrywek (1971, 1972).
W reprezentacji Włoch zagrał 22 razy i strzelił 9 bramek. Debiutował 18 listopada 1967 w meczu ze Szwajcarią, ostatni raz zagrał w 1974. Przed MŚ 70 wrócił do kadry po trzyletniej przerwie i zagrał we wszystkich 6 meczach Italii (2 bramki). Cztery lata później wystąpił tylko w spotkaniu z Polską.

## Sukcesy

### Inter Mediolan
- Mistrzostwo Włoch: 1970/1971

### Juventus
- Mistrzostwo Włoch: 1975/1976, 1976/1977
- Puchar Włoch: 1978/1979
- Puchar UEFA: 1976/1977

### Reprezentacyjne
- Wicemistrzostwo Świata: 1970

### Indywidualne
- Król strzelców United Soccer Association: 1967 (10 goli)
- Król strzelców Serie A: 1970/1971 (24 gole), 1971/1972 (22 gole)
- Król strzelców Pucharu Włoch: 1971/1972 (8 goli)